# Columbus Open 1980
Il Columbus Open 1980 è stato un torneo di tennis giocato sul cemento. È stata la 10ª edizione del Columbus Open, che fa parte del Volvo Grand Prix 1980. Si è giocato a Columbus negli USA, dal 4 al 10 agosto 1980.

## Campioni

### Singolare
Robert Lutz ha battuto in finale  Terry Rocavert con il punteggio di 6–4, 6–3

### Doppio
Brian Gottfried /  Sandy Mayer hanno battuto in finale  Peter Fleming /  Eliot Teltscher con il punteggio di 6–4, 6–2